# Seznam nemških kiparjev
Seznam nemških kiparjev.

## A
- (Hans Ludwig Ackermann 1587-1640; nem.-avstr.)
- Joseph Albers (1898 - 1976)
- Karl Albiker (1878 - 1961)
- Otmar Alt (1940 -)
- Horst Antes (1936 -)
- Mark Antokolsky (1840 - 1902) (litovsko-rusko-nemški)
- Walter Arnold (1909 - 1979)
- Hans Arp (1886 - 1966)
- Egid Quirin Asam (1692 - 1750)

## B
- Stephan Balkenhol (1957 -)
- Ernst Barlach (1870 - 1938)
- Georg Baselitz (1938 -)
- Jan Bontjes van Beek (1899 - 1969)
- Karl Begas (1845 - 1916)
- Reinhold Begas (1831 - 1911)
- Raphael Alexander Beil
- Rudolf Belling (1886 - 1972)
- Hans Bellmer (1902 - 1985) (nemško-francoski)
- Claus Berg (1470 - 1532)
- Carl Hans Bernewitz (latv. Kārlis Bernevics) (1858-1934)
- Franz Bernhard (1934 - 2013)
- Heinrich Bettkober (1746 - 1809)
- Joseph Beuys (1921 - 1986)
- Fidel Binz (1850 - 1920)
- Gustav Blaeser (1813 - 1874)
- Karl Oskar Blase (1925 - 2016)
- Karl Blossfeldt (1865 - 1932)
- Gottfried Böhm (1920 - 2021) (arhitekt)
- Roman Anton Boos (1733 - 1810)
- Marianne Brandt (1893 - 1983)
- Arno Breker (1900 - 1991)
- Hans-Jürgen Breuste (1933 - 2012)
- Friedrich Franz Brockmüller (1880 - 1958)
- Adolf Brütt (1855 - 1939)
- Hede Bühl (1940 -)
- Franz Anton Bustelli (1723 - 1763)

## C
- Alexander Calandrelli (1834 - 1902)
- Abraham David Christian (1952)
- Emil Cimiotti (1927 - 2019)
- Fritz Cremer (1906 - 1993)

## D
- Johann Heinrich von Dannecker (1758 - 1841)
- Gunter Demnig (1947 -)
- Dominik Dengl (1920 - 1998)
- Dominik Dengl ml. (1954 -)
- Paul Dierkes (1907 - 1968)
- Elmar Dietz (1902 - 1996)
- Lothar Dietz (1896 - 1976)
- Johann Georg Dirr (1723 - 1779)
- Heide Dobberkau (1929 - 2021)
- Johann Baptist Dorsch (1744 - 1789)
- Karl Heinz Droste (1931 - 2005)

## E
- Franz Eberhard (1767 - 1836)
- Konrad Eberhard (1768 - 1859)
- Gustav Eberlein (1847 - 1926)
- Paul Egell (1691 - 1752)
- Benno Elkan (1877 - 1960)
- Gregor Erhart (1470 - 1540)
- Michel Erhart (1440/45 - 1522)

## F
- Karl Wilhelm Christian Federlin (1854 - 1939)
- Jakob Wilhelm Fehrle (1884 - 1974)
- Anton Dominik Fernkorn (1813 - 1878)
- Joseph Anton Feuchtmayer (1696 - 1770)
- Johann Michael Feuchtmayer (1709 - 1772)
- August Fischer (1805 - 1866)
- Karl Sebastian Flacker (1679 - 1746)
- Josef Flossmann (1862 - 1914)
- Peter Flötner (1490 - 1546)
- Günther Förg (1952 - 2013)
- Wieland Förster (1930 -)
- Otto Freundlich (1878 - 1943)
- Wolfgang Friedrich (1947 -)
- Peter Fuchs (1829 - 1889)

## G
- August Gaul (1869 - 1922)
- Nikolaus Geiger (1849 - 1897)
- Isa Genzken (1948 -)
- Nikolaus Gerhaert (1420 - 1473)
- Nikolaus Gerhart (1944 -)
- Ludwig Gies (1887 - 1966)
- Friedrich Christian Glume (1714 - 1752)
- Johann Georg Glume (1679 - 1765/67)
- Dorothee Golz (1960)
- Günter Grass (1927 - 2015)
- Erasmus Grasser (1450 - 1515)
- Sabina Grzimek (1942 -)
- Waldemar Grzimek (1918 - 1984)
- Edgar Gutbub (1940 - 2017)

## H
- Günter Haese (1924 - 2016)
- Hugo Hagen (1818 - 1871)
- Niclas von Hagenau (1445/60 - 1538)
- Ernst Julius Hahnel (1811–1891)
- Otto Herbert Hajek (1927 - 2005) (češko-nemški)
- Andreas Halbig (1807 - 1869)
- Johann Halbig (1814 - 1882)
- Karl Hartung (1908 - 1967)
- Erich Heckel ? (1883 - 1970)
- Erwin Heerich (1922 - 2004)
- Bernhard Heiliger (1915 - 1995)
- Theodor Hengst (1869 - ?)
- Loy Hering (1485 - 1554)
- Johann Jakob Herkomer (1652 - 1717)
- Georg Herold (1947 -)
- Ernst Herter (1846 - 1917)
- Oswald Herzog (1881 - 1941)
- Anton Heinrich Hess (1838 - 1909)
- Eva Hesse (1936 - 1970) (nemško-ameriška)
- Adolf von Hildebrand (1847 - 1921)
- Elmar Hillebrand (1925 - 2016)
- Bernhard Hoetger (1874 - 1949)
- Eugen Hoffmann (1892 - 1955)
- Carsten Höller (1961 -)
- Christian Höpfner (1939 - 2014)
- Rebecca Horn (1944 - 2024) (multimedijska umetnica)

## I
- Jörg Immendorff ? (1945 - 2007)
- Ignaz Ingerl (1751/52 - 1800/01/02)

## J
- Gerd Jaeger (1927 - 2019)
- Gerhard Janensch (1860 - 1933)
- Karl Janssen (1855 - 1927)

## K
- Johann Joachim Kändler (1706 - 1775)
- Peter Robert Keil (1942 -)
- Leonhard Kern (1588 - 1662)
- Anselm Kiefer (1945 -)
- Gustav Adolph Kietz (1824 - 1908)
- Seiji Kimoto (1937 - 2022)
- Martin Kippenberger (1953 - 1997)
- Max Klein (1847 - 1908)
- Max Klinger (1857 - 1920)
- Richard Knecht (1887 - 1966)
- Gustav Adolf Knittel (1852 - 1909)
- Wilfried Koch (1929 - 2022)
- Georg Kolbe (1877 - 1947)
- Leo Kornbrust (1929 - 2021)
- Käthe Kollwitz (1867 - 1945)
- Adam Kraft (1455/60 - 1509)
- August Kraus (1868 - 1934)
- August von Kreling (1819 - 1876)
- Norbert Kricke (1922 - 1984)
- Christian Gottlieb Kühn (1780 - 1828)
- Klaus Kütemeier (1939 - 2013)

## L
- Wolfgang Laib (1950 -)
- Will Lammert (1892 - 1957)
- Hugo Lederer (1871 - 1940)
- Alf Lechner (1925 - 2017)
- Kurt Lehmann (1905 - 2000)
- Wilhelm Lehmbruck (1881 - 1919)
- Christian Lemmerz (1959 -) (nemško-danski)
- Arthur Lewin-Funcke (1866 - 1937)
- Hubert Löneke (1926 - 2011)
- Krista Löneke-Kemmerling
- Alfred Lörcher (1875 - 1962)
- Markus Lüpertz (1941 -)

## M
- Heinz Mack (1931 -)
- Josef „Sepp“ Mages (1895 - 1977)
- Harro Magnussen (1861 - 1908)
- Rudolf Maison (1854 - 1904)
- Gerhard Marcks (1889 - 1981)
- Ewald Mataré (1887 - 1965)
- Wolfgang Mattheuer (1927 - 2004)
- Emanuel Max (1810 - 1901)
- Josef Max (1804 - 1855)
- Conrad Meit (1480 - 1550)
- Franz Xaver Messerschmidt (1736 - 1783) (nemško-avstrijski)
- Olaf Metzel (1952 -)
- Michael Morgner (1942 -)
- Georg Müller (1880–1952)
- Reinhold Georg Müller (1937 - 2000)
- Hans Multscher (~1400–1467)

## N
- Johann August Nahl (1710 - 1781)
- Hubert Netzer (1865 - 1939)
- Bernt Notke (1435 - 1509)

## O
- Hermann Obrist (1862 - 1927) (švicarsko-nemški)
- Adam Friedrich Oeser (1717 - 1799)
- Irmtraud Ohme (1937 - 2002)
- Landolin Ohmacht (1760 - 1834)
- Meret Oppenheim (1913 - 1985) (nemško-švicarska umetnica)

## P
- Otto Pankok (1893 - 1966)
- Peter Parler (1330 - 1399) (nemško-češki)
- A. R. Penck (1939 - 2017)
- Balthasar Permoser (1651 - 1732)
- Franz Pettrich (1770 - 1844)
- Georg Karl Pfahler (1926 - 2002)
- Otto Piene (1928 - 2014)
- Hubertus von Pilgrim (1931 -)
- Max Piroch (1900 - 1984)
- Heinz Günter Prager (1944 -)
- Hermann Prell (1854 - 1922)
- Robert Propf (1910 - 1986)

## R
- Christian Daniel Rauch (1777 - 1857)
- Gerhard Richter (1932 -)
- Tilman Riemenschneider (1460 - 1531)
- Ernst Friedrich August Rietschel (1804 - 1861)
- Emy Roeder (1890 - 1971)
- Sterling Ruby (1972 -) ?
- Wilhelm von Rümann (1850 - 1906)

## S
- Christa Sammler (1932 -)
- Robert Schad (1953 -)
- Johann Gottfried Schadow (1764 - 1850)
- Georg Paul Schad / Paul Schad-Rossa (1862 - 1916)
- Rudolf Schadow (1786 - 1822)
- Friedrich Schaper (1841 - 1919)
- Edwin Scharff (1887 - 1955)
- Richard Scheibe (1879 - 1964)
- Hans Schilling ?
- Karl Schlamminger (1935 - 2017)
- Oskar Schlemmer (1888 - 1943)
- Andreas Schlüter (1664 - 1714)
- Joachim Schmettau (1937 -)
- Balthsar Schmitt (1858 - 1942)
- Franz Schneider (1877 - 1948)
- Paul Schneider 1927 - (?)
- Michael Schoenholtz (1937 - 2019)
- Alf Schuler (1945 -)
- Thomas Schütte (1954 -)
- Franz Schwanthaler (1760 - 1820)
- Ludwig Michael Schwanthaler (1802 - 1848)
- Carl Ludwig Seffner (1861 - 1932)
- Julius Seitz (1847 - 1912)
- Hans Seyffer (1460 - 1509)
- Manfred Sieler (1927 - 1971)
- Renée Sintenis (1888 - 1965)
- Heinz Spilker (1927 -)
- Erwin von Steinbach (1244 - 1318)
- Carl Johann Steinhäuser (1813 - 1879)
- Veit Stoss (1450 - 1533)
- Werner Stötzer (1931 - 2010)
- Philipp Jakob Straub (1706 - 1774) (nem.-avstrijski)
- Johann Baptist Straub (1704 - 1784)
- Josef Straub (1712 - 1756)
- Franz von Stuck (1863 - 1928)
- Jörg Syrlin starejši (1425 - 1491)
- Jörg Syrlin mlajši (1455 - 1521)

## T
- Josef Thorak (1889 - 1952) (avstrijsko-nemški)
- Rosemarie Trockel (1952 -) ?
- Louis Tuaillon (1862 - 1919)

## U
- Günther Uecker (1930 -)
- Hans Uhlmann (1900 - 1975)
- Timm Ulrichs (1940 -)
- Jacob Ungerer (1840 - 1920)

## V
- Peter Vischer starejši (1460 - 1529)
- Christoph Voll (1897 - 1939)
- Julian Voss-Andreae (1970)
- Wolf Vostell (1932 - 1998)

## W
- Joseph Wackerle (1880 - 1959)
- Johann Peter Alexander Wagner (1730 - 1809)
- Franz Erhard Walther (1939 -)
- Johann Christian Wentzinger (1710 - 1797)
- Richard Martin Werner (1903 - 1949)
- Clara Westhoff (1878 - 1954)
- Rolf Wicker (1965 -)
- Karl Matthäus Winter (1932 - 2012)
- Veit Wirsberger (ok. 1468 - 1534)
- Albert Wolff (1815 - 1892)
- Emil Wolff (1802 - 1879)
- Gustav H. Wolff (1886 - 1934)
- Georg Wrba (1872 - 1939)

## Z
- Otto Zehentbauer (1880 - 1961)
- Kaspar von Zumbusch (1830 - 1915)